# Armee (Deutsches Kaiserreich)

Standarte eines Armeeoberkommandos bis 1918

Die Armeen bzw. Armeeoberkommandos des deutschen Heeres waren Kommandobehörden, die während des Ersten Weltkriegs eingerichtet wurden. Sie bildeten mit den ihnen unterstellten Armee- oder Reservekorps sowie zahlreichen Spezialtruppen militärische Großverbände. Insgesamt wurden 20 verschiedene Armeeoberkommandos eingerichtet. Hinzu kamen zehn weitere Armeegruppen und -abteilungen, die schwächer ausgestattet waren und meist für spezielle Aufgaben zusammengestellt wurden. Das einzige Armeeoberkommando, welches vor dem Ersten Weltkrieg existierte, war das Armee-Oberkommando in Ostasien, das als Sonderfall während des Boxeraufstandes kurzzeitig in China aktiv war.

## Organisation eines Armeeoberkommandos

### Standardorganisation im Jahr 1914

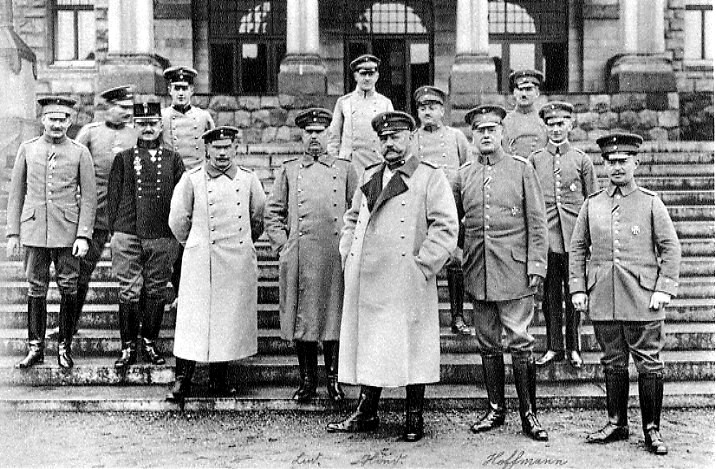
Der Generalstab der 8. Armee im Jahr 1914

In Friedenszeiten bestanden 1914 im Deutschen Reich acht Militärinspektionen mit ebenso vielen Armee-Inspekteuren. Diese Dienststellung war besonders ausgewählten und erfahrenen Offizieren vorbehalten, die im Kriegsfall an der Spitze der Armeen stehen sollten. Jeder Inspektion unterstanden zu diesem Zeitpunkt bereits Truppen, die der Inspekteur besichtigen konnte, um sie kennenzulernen. Mit der Mobilmachung am 2. August 1914 wurden die acht Inspektionen in die Oberkommandos der 1. bis 8. Armee umgewandelt.
Da die Inspekteure der Militärinspektionen im Frieden über keine Befehlsgewalt über die von ihnen kontrollierten Armeekorps verfügten, besaßen sie auch keine Generalstäbe. Diese wurden erst bei der Mobilmachung am 2. August 1914 zusammengestellt und in Marsch gesetzt. Jede Armee wurde von einem Oberbefehlshaber (unter anderem die acht Inspekteure), oft im Rang eines Generalobersts, befehligt. Ihm zur Seite stand ein Chef des Generalstabs, der sich mit den operativen Angelegenheiten beschäftigte. Beide waren für die Führung gleichermaßen verantwortlich. Der Oberquartiermeister war der Stellvertreter des Chefs des Generalstabes. Er bearbeitete alle Angelegenheiten, die den Nachschub und die Verpflegung betrafen. Außerdem gab er die Richtlinien für das Etappenwesen heraus. 
Die Gliederung des Oberkommandos selbst hatte folgende Struktur:
- Generalstab/Operationsabteilung (I.)
- Adjutantur (II.)
- Gerichtswesen und Rechtsangelegenheiten (III.)
- Generalquartiermeisterstab
  - Intendantur und Kassenwesen (IV.a.)
  - Sanitätswesen (IV.b.)
  - Veterinärwesen (IV.c.)
  - Militärseelsorge (IV.d.)

Der Operationsabteilung gehörten vier Generalstabs- und zwei Ordonnanzoffiziere an. In ihr fand die eigentliche operative Führung der Truppen unter dem Ersten Generalstabsoffizier (I.a.) statt. Der Adjutantur oblagen persönliche Angelegenheiten, Beförderungen, Gesuche, Ordensverleihungen und Listenführung (Stärken, Ersatz, Verluste, Munitionsbestände). Oft bestand sie aus nur zwei Offizieren. Die Abteilung IV. war die Abteilung des Generalquartiermeisters. Ihre Hauptaufgabe war zwar die Versorgung der Truppen, doch ihr waren auch zahlreiche weitere Sektionen zu allen Teilbereichen untergeordnet. So zum Beispiel der Kommandant des Hauptquartiers, dessen Aufgabe die Unterkunft und Verpflegung des Armeeoberkommandos sowie die „Aufrechterhaltung von Zucht und Ordnung“ war. Er regelte außerdem den inneren Dienst des Hauptquartiers. Die Armeen erfüllten eine doppelte Funktion, indem sie nicht nur operative Aufgaben bewältigen sollten, sondern auch die Verwaltung des unmittelbaren Etappengebietes. Dazu unterstand dem Armeeoberkommando ein Etappeninspekteur im Rang eines Generals, dem wiederum ein ganzer Stab zugeteilt war.
Für die einzelnen Waffengattungen waren den Armeeoberkommandos weitere Offiziere zugeteilt. Zu Beginn des Krieges verfügte jedes Armeeoberkommando über je einen Stabsoffizier der Fußartillerie, der Pioniere und der Telegraphentruppen sowie über einen Bahnbeauftragten und einen Feldpostdirektor. In einigen Armeen, die für Belagerungen vorgesehen waren, existierte zudem ein General der Fußartillerie und des Ingenieur- und Pionierwesens.

### Erweiterungen während des Krieges

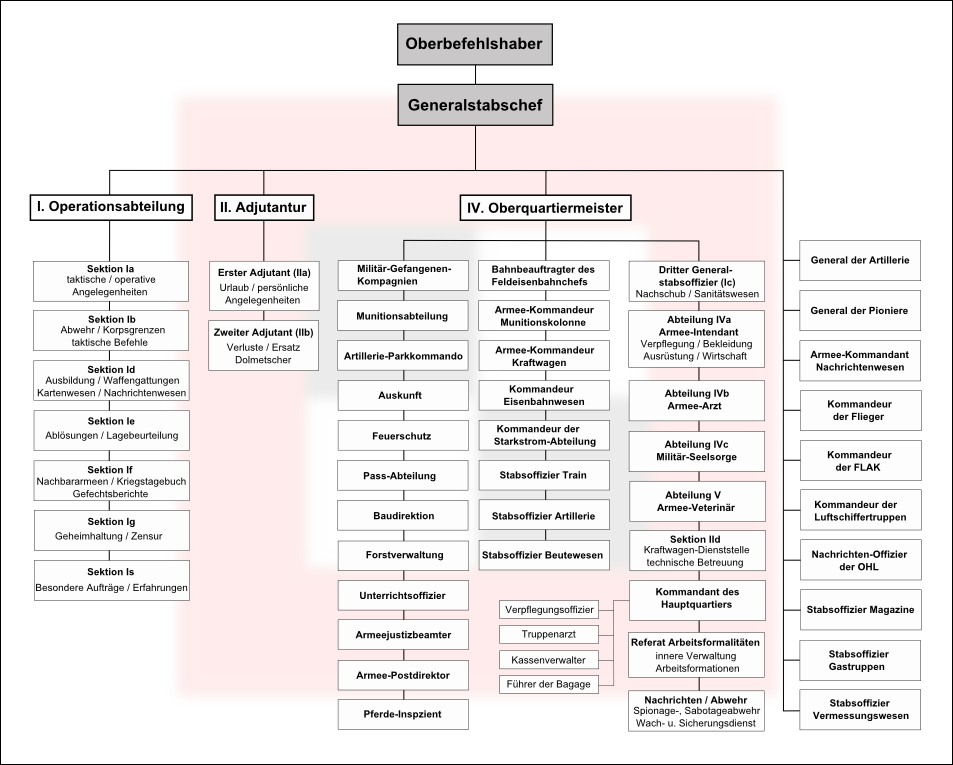
Kriegsmäßige Organisation des Armeeoberkommando 7 im Jahr 1918

Während des Krieges trat bald ein Zustand des Stellungskrieges ein. Bald darauf wurde die Kriegführung immer mehr von neuen technischen Kampfmitteln geprägt. Deshalb wurden den Armeeoberkommandos sukzessive weitere Stäbe angegliedert, die dem Chef des Generalstabes direkt unterstanden. Ihre Aufgabe sollte es sein die Armeeführung und die unterstellten Truppenteile hinsichtlich ihrer Waffengattung zu beraten.
So verfügte das Armeeoberkommando 17 am 27. September 1918 über folgende angegliederte Stäbe:
- General von der Artillerie (Gen.v.d.Art)
- General der Pioniere (Gen.d.Pi.)
- Armeekommandeur Nachrichten (Akonach.)
- Kommandeur der Flieger (Kofl.)
- Kommandeur der Flugabwehrkanonen (Koflak.)
- Kommandeur der Luftschiffer (Koluft.)
- Stabsoffizier der M.G.-Truppen (Stomag.)
- Stabsoffizier der Gastruppen (Stogas.)
- Stabsoffizier des Vermessungswesens (Stoverm.)

Darüber hinaus waren weitere Abteilungen geschaffen worden, die allerdings meist dem Generalquartiermeister unterstanden. Zunächst wurde eine Munitionsabteilung eingerichtet, welche den Munitionsstand der Armee überwachte und die Kommandobehörden darüber auf dem Laufenden hielt. Etwa gleichzeitig wurde im Oktober 1914 ein Waffen-Sammeloffizier berufen, der im Juni 1918 zum Stabsoffizier des Beute- und Sammelwesens erhoben wurde. Im März 1915 wurde der Kommandeur der Kraftfahrtruppen, der bisher den Etappen-Inspektionen unterstanden hatte, dem Armeeoberkommando angegliedert. Weitere Einrichtungen waren der im Dezember 1916 eingerichtete Stabsoffizier des Trains (Stotrain.) und Kommandeur der Munitionskolonnen und Trains (Akomut.). Im Januar 1917 kamen ein Kommandeur der Eisenbahntruppen und ein Kommandeur der Starkstrom-Abteilung hinzu. Später wurde die Stelle eines Unterrichtsoffizier für den Vaterländischen Unterricht geschaffen, um die Moral der Truppen zu heben. Im September 1917 wurden den Armeeoberkommandos auch die Baudirektionen der Etappen-Inspektionen unterstellt. Eine letzte Erweiterung betraf im Januar 1918 die Einrichtung eines Pferdeinspizienten.

## Zusammensetzung
Jede Armee umfasste drei bis sechs Armee- oder Reservekorps sowie in einigen Fällen auch Kavallerie-Verbände. Zur Sicherung des rückwärtigen Raumes und zur Verfügung des Etappeninspekteurs standen jeweils zwei bis fünf Landwehr-Brigaden bereit, die später auch zu Landwehr-Divisionen zusammengefasst wurden. Jede Armee verfügte 1914 auch über eine Flieger-Abteilung (je 6 Flugzeuge), eine Feldluftschiffer-Abteilung (je 1 Fesselballon), fünf Telegrafen-Abteilungen und eine Funker-Abteilung (je 2 schwere Funkstationen). Hinzu kamen Spezialtruppen wie die schwere Artillerie, Pioniere, Nachschub (Munitionskolonnen und Trains) und Sanitätsdienste, deren Stärke je nach Aufgabe der Armee wechselte.
Letztere Verbände wurden als „Armee-Truppen“ bezeichnet, da sie den einzelnen Armeeoberkommandos direkt unterstanden und von der Obersten Heeresleitung an die im Kampf stehenden Armeen jeweils für bestimmte Aufgaben und je nach Kriegslage abgegeben wurden. Die Armeeoberkommandos teilten diese dann zum taktischen Einsatz ihren regulären Kampftruppen zu. Dies waren vor allem die Verbände der Fußartillerie, Flieger, Sturmbataillone, Maschinengewehr-Scharfschützen-Abteilungen, Minenwerfer-Bataillone, Gastruppen und Flammenwerfer. Alle diese Spezialwaffen waren leicht beweglich und zum größten Teil motorisiert, um mit großer Geschwindigkeit den Standort wechseln zu können.
Ein Teil der Divisionen des Heeres bildete die strategische Reserve der OHL. Heeresgruppen und Armeen hatten auch ihre eigenen Reserven. Im Kampf stehende Stellungsdivisionen wurden von Zeit zu Zeit durch die Reservedivisionen ersetzt, die in der Etappe ihre Ausbildung vervollständigten.
Die Oberste Heeresleitung führte das Heer zu Beginn des Krieges mittels direkter Anweisungen an die einzelnen Armeeoberkommandos. Doch bald erwies es sich als unmöglich, mit den damaligen nachrichtentechnischen Mitteln eine Massenarmee von (nach der Mobilmachung) mehr als 3,9 Millionen Menschen aus einer einzigen Zentralinstanz heraus zu befehligen. Im Verlauf des Krieges gelang es zwar, den Nachrichtendienst mittels Fernsprechen und Telegrafie, der anfangs nur bis zur Korpsebene ging, bis zu den Divisionsstäben auszubauen, jedoch wurden diese dadurch auch in die Lage versetzt, wesentlich selbständiger zu operieren. Im Verlauf des Ersten Weltkrieges vervielfachte sich die Zahl der Armeen, und es war nicht selten, dass mehrere Armeen an einem Kriegsschauplatz zusammen den Kampf zu führen hatten. Das machte ihre Zusammenfassung in Heeresgruppen mit jeweils eigener Führung notwendig. Aus diesem Grund ging man ab 1916 zunehmend dazu über, Armeen unter einem Heeresgruppenkommando zusammenzufassen. Diese fungierten dann als entlastende Zwischeninstanzen. Die Heeresgruppen unterstanden der OHL unmittelbar.

## Armeen, Armeeabteilungen und Armeegruppen

### Armeen

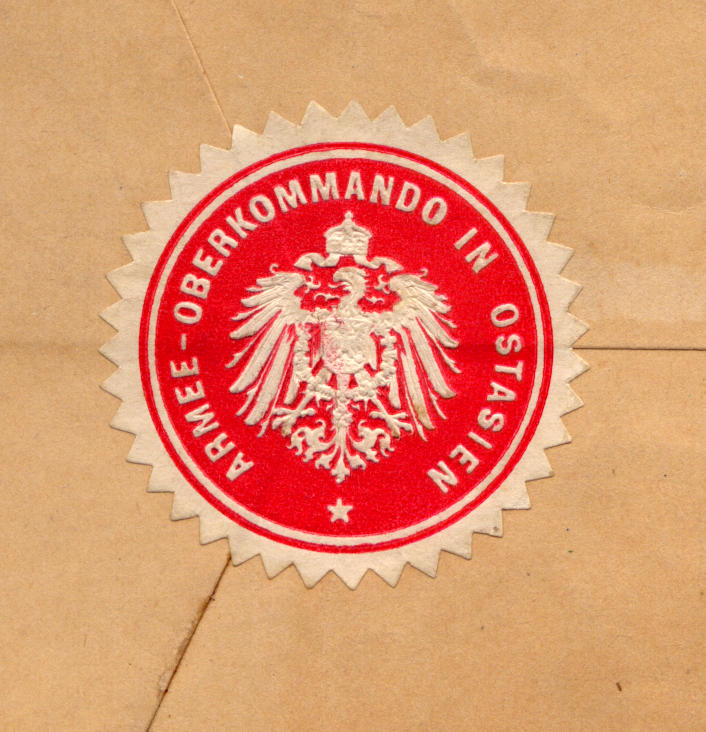
Siegel des „Armee-Oberkommandos in Ostasien“, Rückseite eines Briefumschlags (1901)

Während des Boxeraufstandes (1900/01) wurde eine internationale Armee aus US-amerikanischen, deutschen, englischen, französischen, italienischen, japanischen und russischen Truppen zusammengestellt. Diese umfasste schließlich etwa 64.000 Mann. Am 12. August 1900 wurde Generalfeldmarschall Alfred von Waldersee zum Oberbefehlshaber bestimmt. Dieser übernahm den Befehl am 27. September 1900. Zur Führung dieser Streitmacht wurde ihm ein Stab beigegeben, der als Armee-Oberkommando in Ostasien bezeichnet wurde. Die Truppen wurden über ein halbes Jahr in China eingesetzt, bevor am 17. Mai 1901 durch kaiserlichen Befehl sowohl das deutsche Ostasiatische Expeditionskorps als auch das Armee-Oberkommando aufgelöst wurden.
Bei der deutschen Mobilmachung am 2. August 1914 entstanden aus den acht Armee-Inspektionen die Armeen 1 bis 8. Von diesen wurde die 8. Armee zum Schutz Ostpreußens eingesetzt, die übrigen sieben Armeen marschierten an der Westgrenze auf:
| - 1. Armee (Generaloberst Alexander von Kluck) im Raum Aachen - 2. Armee (Generaloberst Karl von Bülow) im Raum südlich von Aachen - 3. Armee (Generaloberst Max Freiherr von Hausen) im Raum Malmedy - 4. Armee (Generaloberst Albrecht Herzog von Württemberg) im Raum St. Vith | - 5. Armee (Generalleutnant Kronprinz Wilhelm von Preußen) im Raum Saarbrücken–Luxemburg - 6. Armee (Generaloberst Kronprinz Rupprecht von Bayern) in Lothringen - 7. Armee (Generaloberst Josias von Heeringen) im Raum Straßburg - 8. Armee (Generaloberst Maximilian von Prittwitz und Gaffron) in Ostpreußen |

Von diesen Großverbänden sollten im Westen die 1., 2., 3., 4. und 5. Armee durch das neutrale Belgien offensiv gegen Frankreich vorgehen. Die 6. und 7. Armee sollten sich an der deutsch-französischen Grenze hingegen defensiv verhalten. In Schleswig-Holstein wurde zu Beginn des Krieges das verstärkte IX. Reserve-Korps zum Schutz gegen eine alliierte Landung bereitgehalten. Diese manchmal als „Nordarmee“ bezeichnete Kräftegruppe wurde allerdings schon nach weniger als drei Wochen aufgelöst und ihre Truppen an die Westfront verschoben, so dass sie bei der obigen Aufstellung nicht berücksichtigt wurde.
Im weiteren Verlauf des Krieges wurden weitere Armeeoberkommandos gebildet:
| - 9. Armee (17. September 1914) - Südarmee (11. Januar 1915) - 10. Armee (26. Januar 1915) - 11. Armee (9. März 1915) - Njemenarmee (26. Mai 1915) - Bugarmee (6. Juli 1915) | - 12. Armee (7. August 1915) - Oberkommando der Küstenverteidigung (15. April 1916) - 14. Armee (9. September 1917) - 17. Armee (1. Februar 1918) - 18. Armee (27. Dezember 1917) - 19. Armee (4. Februar 1918) |

Alle diese Kommandobehörden wurden jedoch von Fall zu Fall aufgelöst, umbenannt und für andere Aufgaben oft erneut eingerichtet.

### Armeeabteilungen und Armeegruppen
Neben den „vollwertigen“ Armeen gab es improvisierte selbständige Großverbände, die „Armeeabteilungen“ genannt wurden. Sie bestanden aus Abgaben anderer Verbände, oft Landwehr-Truppen und wenig schwerer Artillerie. Sie unterstanden keinem Armeeoberkommando, sondern waren unabhängige „kleine Armeen“, die ebenso wie normale Armeen die Erlasse und Verfügungen von der Obersten Heeresleitung und dem Kriegsministerium erhielten. Sie erhielten deshalb früher oder später selbst ein reguläres Oberkommando und konnten nach einer eventuellen Truppenverstärkung auch zu einer vollwertigen Armee aufgerüstet werden.
| - Armeeabteilung A (zuvor „Armeeabteilung Falkenhausen“) - Armeeabteilung B (zuvor „Armeeabteilung Gaede“) - Armeeabteilung C (zuvor „Armeeabteilung Strantz“) - Armeeabteilung D (zuvor „Armeeabteilung Scholz“) | - Armeeabteilung Mackensen - Armeeabteilung Scheffer - Armeeabteilung Woyrsch - Armeeabteilung Lauenstein |

„Gruppe“ war eine übliche Bezeichnung im deutschen militärischen Sprachgebrauch für ein Kommando, das mehr als eine untergeordnete militärische Einheit umfasste. Die „Armeegruppe“ war ein Verband innerhalb einer Armee. Sie entstand meist durch die Unterstellung mehrerer Korps unter ein einziges Generalkommando für bestimmte taktische oder operative Aufgaben. In der Regel wurden diese Verbände deshalb schnell wieder aufgelöst und nur einige erlangten durch ihren längerfristigen Bestand eine größere Bedeutung. Außerdem wurden für besondere Aufgaben für begrenzte Zeit weitere „Armeegruppen“ zusammengestellt. Diese Verbände wurden 1914 und 1915 zur Belagerung von Antwerpen und Belagerung von Nowogeorgiewsk herangezogen oder umfassten verschiedene Abteilungen des Grenzschutzes. Sie unterstanden nicht den Armeeoberkommandos, sondern direkt der Obersten Heeresleitung bzw. dem Oberbefehlshaber Ost.
| - Armeegruppe Beseler - Armeegruppe Gallwitz - Armeegruppe Gronau | - Armeegruppe Marwitz - Armeegruppe Litzmann - Armeegruppe Eben |

## Armeen im Ersten Weltkrieg

### Westfront

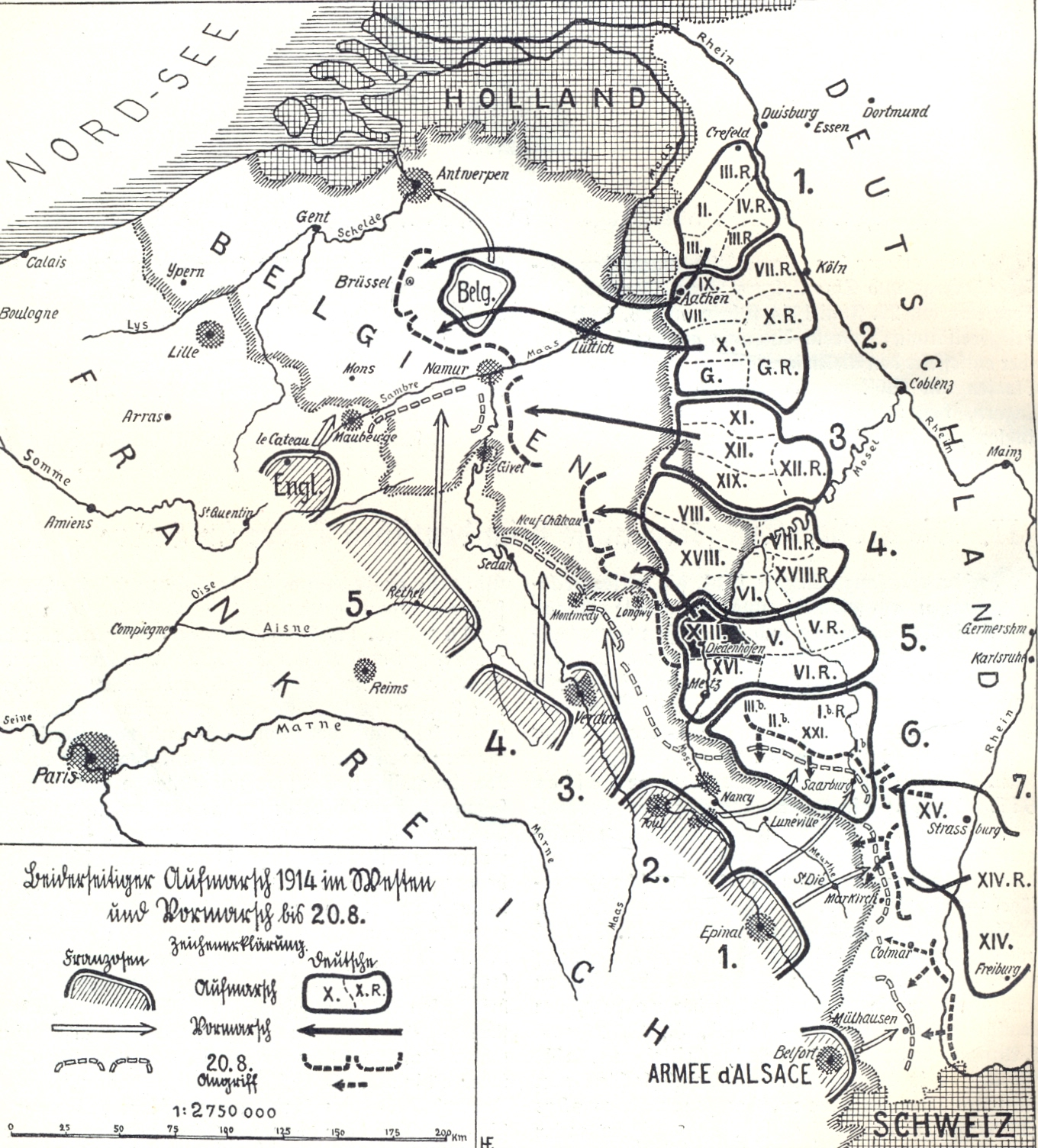
Aufmarsch im Westen 1914

Der deutsche Aufmarschplan sah die Bildung von sieben Armeen (1. bis 7. Armee) an der Westgrenze vor. Diese wurden in den ersten Tagen direkt von der Obersten Heeresleitung befehligt. Später wurden einige Armeen ihrem Nachbarn unterstellt, um die Abstimmung der Operationen zu vereinfachen. Die betraf die 7. Armee, welche dem Armeeoberkommando 6 unterstellt wurde (10. August bis 7. September 1914) und die 1. Armee, die auf Weisungen des Armeeoberkommandos 2 angewiesen wurde (18. bis 27. August 1914).
Schon als sich der Höhepunkt der deutschen Offensive in der Schlacht an der Marne abzeichnete, wurden ab dem 7. September die Verbände und Oberkommandos der 6. und 7. Armee vom linken deutschen Flügel abgezogen und an den Rechten verlegt. Die verstärkten Korps, die zur Deckung der Front zurückblieben, wurden als Armeeabteilung Gaede und Armeeabteilung Falkenhausen bezeichnet. Als sich die Front im Versuch der Kriegsgegner die jeweils feindliche Flanke zu umfassen, immer weiter nach Norden ausdehnte (→ Wettlauf zum Meer), wurden auch von anderen Armeen Korps abgezogen und auf den rechten Flügel verlegt. Um diese zu kommandieren, zog die Oberste Heeresleitung die Armeeoberkommandos 2 und 4 aus der Front und unterstellte ihnen ebenfalls Verbände im Norden. Nachdem die Kanalküste erreicht und damit eine durchgehende Frontlinie etabliert war, legte die Oberste Heeresleitung am 10. Oktober 1914 eine neue Einteilung der Verbände fest. Vom Norden am Kanal bis zum Süden an der schweizerischen Grenze standen nebeneinander die 4., 6., 2., 1., 7., 3. und 5. Armee sowie die Armeeabteilungen Strantz, Falkenhausen und Gaede.
Die Befehlserteilung erfolgte zunächst direkt von der Obersten Heeresleitung aus, doch als sich dies als unpraktisch erwies, wurden zwischen dem 25. November 1914 und dem 7. März 1915 erneut einige Armeeoberkommandos den anderen unterstellt. Da auch dies nicht die erwünschte Vereinfachung zeigte, wurde dieses System jedoch wieder aufgegeben. Am 1. August 1915 wurde jedoch die 5. Armee und die drei Armeeabteilungen zur Heeresgruppe Deutscher Kronprinz zusammengefasst, der auch kurzzeitig (26. September bis 7. Dezember 1915) die 3. Armee unterstellt wurde. Als Oberkommando der Heeresgruppe fungierte das Armeeoberkommando 5. Gleichzeitig wurde das Armeeoberkommando 1 am 17. September 1915 aus der Front gezogen, weil es im Stellungskrieg entbehrlich war und zur anderen Verwendung (als Armeeoberkommando 12) an die Ostfront geschickt. Seine Verbände wurden auf die Nachbararmeen aufgeteilt. Als allerdings im folgenden Jahr die 2. Armee angegriffen wurde (→ Schlacht an der Somme) wuchsen die deutschen Kräfte dort so stark an, dass dort am 19. Juli 1916 ein neues Armeeoberkommando 1 eingeführt werden musste. Dem Armeeoberkommando 2 oblag die Gesamtleitung der Operationen beider Armeen als Heeresgruppe Gallwitz.

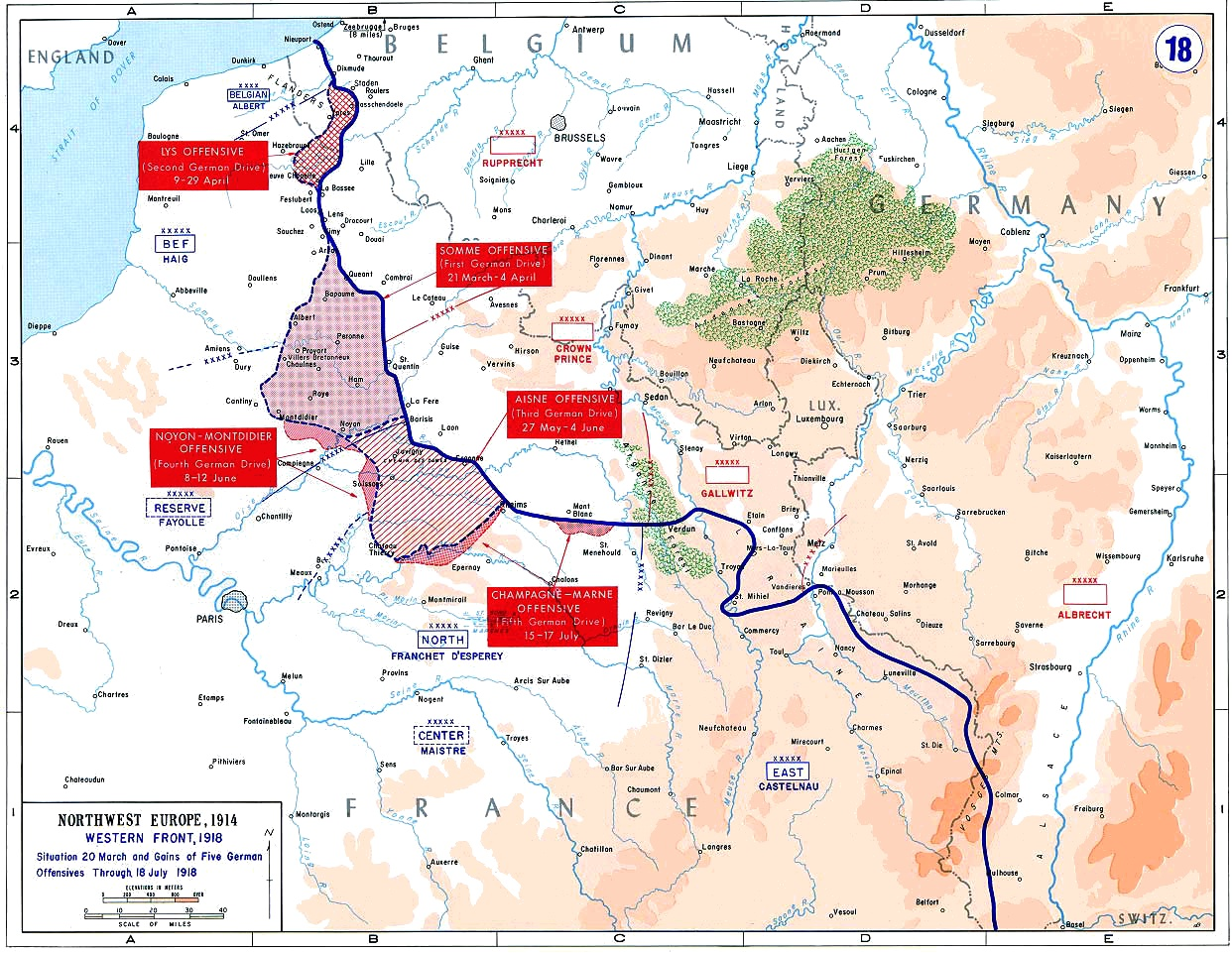
Die Westfront im Frühjahr 1918

Am 29. August 1916 wurde das deutsche Westheer neu untergliedert. Die Heeresgruppe Gallwitz wurde aufgelöst und an ihrer Stelle die Heeresgruppe Kronprinz Rupprecht von Bayern geschaffen, welche die 6., 1., 2. und 7. Armee umfasste. Die 3. Armee wurde erneut der Heeresgruppe Deutscher Kronprinz unterstellt. Nur die 4. Armee an der Kanalküste blieb unter direkter Kontrolle der Obersten Heeresleitung. Eine weitere Umgliederung fand erst am 1./2. März 1917 statt, als die 4. Armee zur Heeresgruppe Kronprinz von Bayern trat und ihr bisheriger Oberbefehlshaber nun die drei Armeeabteilungen am Südflügel als Heeresgruppe Herzog Albrecht übernahm. Kurz darauf wurde am 12. April 1917 das Armeeoberkommando 1 von der nördlichen Heeresgruppe zur mittleren verlegt. Somit war die Gliederung des deutschen Westheeres ab dem 16. April 1917 von Norden nach Süden die folgende: Heeresgruppe Kronprinz von Bayern (4., 6. und 2. Armee), Heeresgruppe Deutscher Kronprinz (7., 1., 3. und 5. Armee), Heeresgruppe Herzog Albrecht (Armeeabteilungen C, A und B).
Für die geplante Frühjahrsoffensive wurden nacheinander die 18. Armee (27. Dezember 1917), 17. Armee (1. Februar 1918) und 19. Armee (4. Februar 1918) in die Westfront eingeschoben. Jede Heeresgruppe erhielt eine der neuen Armeen und aus der 5. Armee und Armeeabteilung C entstand im Raum Verdun am 4. Februar 1918 eine neue Heeresgruppe Gallwitz. Nachdem am 5. Juli 1918 auch das Armeeoberkommando 9 aus Rumänien eingetroffen war, wurde aus diesem sowie der 2. und 18. Armee am 12. August eine Heeresgruppe Boehn gebildet. Im Zuge der Rückzugsbewegungen im Herbst 1918 wurde allerdings die 9. Armee und auch die Heeresgruppe Boehn aufgelöst, sodass ab dem 8. Oktober 1918 wieder die Formation vom 4. Februar 1918 mit vier Heeresgruppen bestand.

### Ostfront

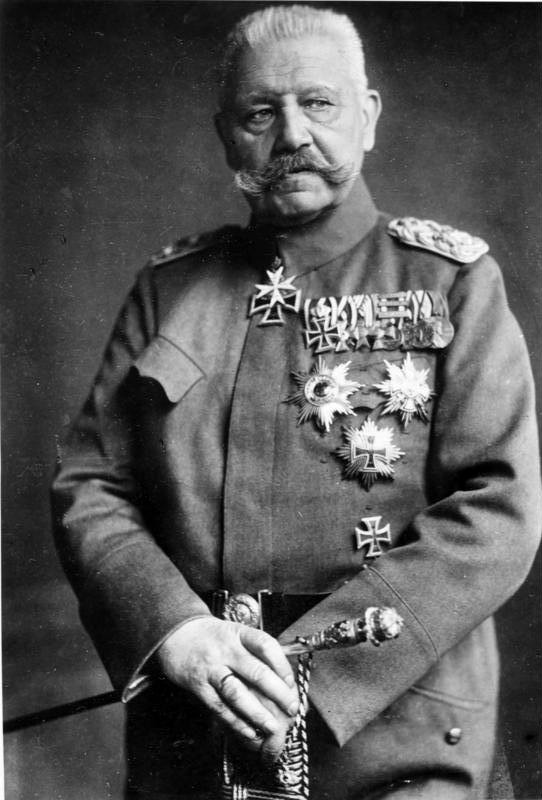
Paul von Hindenburg war als „Oberbefehlshaber Ost“ lange einflussreichster deutscher Befehlshaber an der Ostfront

An der Ostfront verkomplizierten sich die Befehlsverhältnisse durch die Vermischung deutscher und österreich-ungarischer Verbände. Ursprünglich war zum Schutz Ostpreußens lediglich die 8. Armee aufmarschiert, während das Landwehrkorps am 4. September 1914 unter österreichisches Kommando trat. Zur Unterstützung der k.u.k. Streitkräfte wurde im September 1914 bei Breslau eine neue 9. Armee gebildet, die zunächst in Südpolen angriff, dann aber in den Raum Gnesen-Thorn verlegte. Am 1. November 1914 wurden nun beide deutschen Armeen dem Oberbefehlshaber Ost unterstellt. Zwischen beiden Armeen wurde am 15. November 1914 die Armeegruppe Gallwitz gebildet, während das Landwehrkorps zur Armeeabteilung Woyrsch erweitert wurde. Letztere stand jedoch unter österreichischem Oberbefehl. Im Januar 1915 bildete die Oberste Heeresleitung zudem eine Südarmee, um die österreichische Front in den Karpaten zu stabilisieren. Gleichzeitig wurde in Ostpreußen eine neue 10. Armee zusammengezogen. Unter dem Oberbefehlshaber Ost standen Anfang Februar 1915 von Norden nach Süden: 10. Armee, 8. Armee, Armeegruppe Gallwitz, 9. Armee und unter k.u.k. Befehl im Süden die Südarmee sowie die Armeeabteilung Woyrsch.
Für die Sommeroffensive 1915 wurde in Ostpreußen im April eine Armeeabteilung Lauenstein gebildet und im Süden die neue 11. Armee zum Angriff beordert (→ Schlacht von Gorlice-Tarnów). Im Laufe der Operationen wurde die Armeeabteilung Lauenstein zur Njemenarmee erweitert. Kurz darauf wurde am österreichischen Frontabschnitt die Bugarmee gebildet. Am 5. August 1915 beschloss die Oberste Heeresleitung jedoch, die Operationen an der Ostfront wieder direkt zu leiten und schaffte den Oberbefehlshaber Ost ab. Stattdessen wurden bis zum 1. September 1915 die Truppen von Norden nach Süden wie folgt neu eingeteilt: Heeresgruppe Hindenburg (Njemenarmee, 10., 8. und 12. Armee), Heeresgruppe Leopold (9. Armee, Armeeabteilung Woyrsch), Heeresgruppe Mackensen (11. Armee, Bugarmee) und unter österreichischem Befehl die Südarmee. Die Offensive der Mittelmächte gegen Serbien noch im gleichen Jahr machte eine weitere Unterteilung der Truppen notwendig. Die 11. Armee und die Heeresgruppe Mackensen wurden auf den Balkan verlegt. An diesem Frontabschnitt verblieb nur die Bugarmee, deren Armeeoberkommando als Heeresgruppe Linsingen auch die k.u.k. 4. Armee befehligte. In Ostpreußen wurde die Njemenarmee in 8. Armee umbenannt (die alte 8. Armee wurde aufgelöst) und ein Teil ihrer Verbände als Armeeabteilung Scholtz nach Norden verlegt.

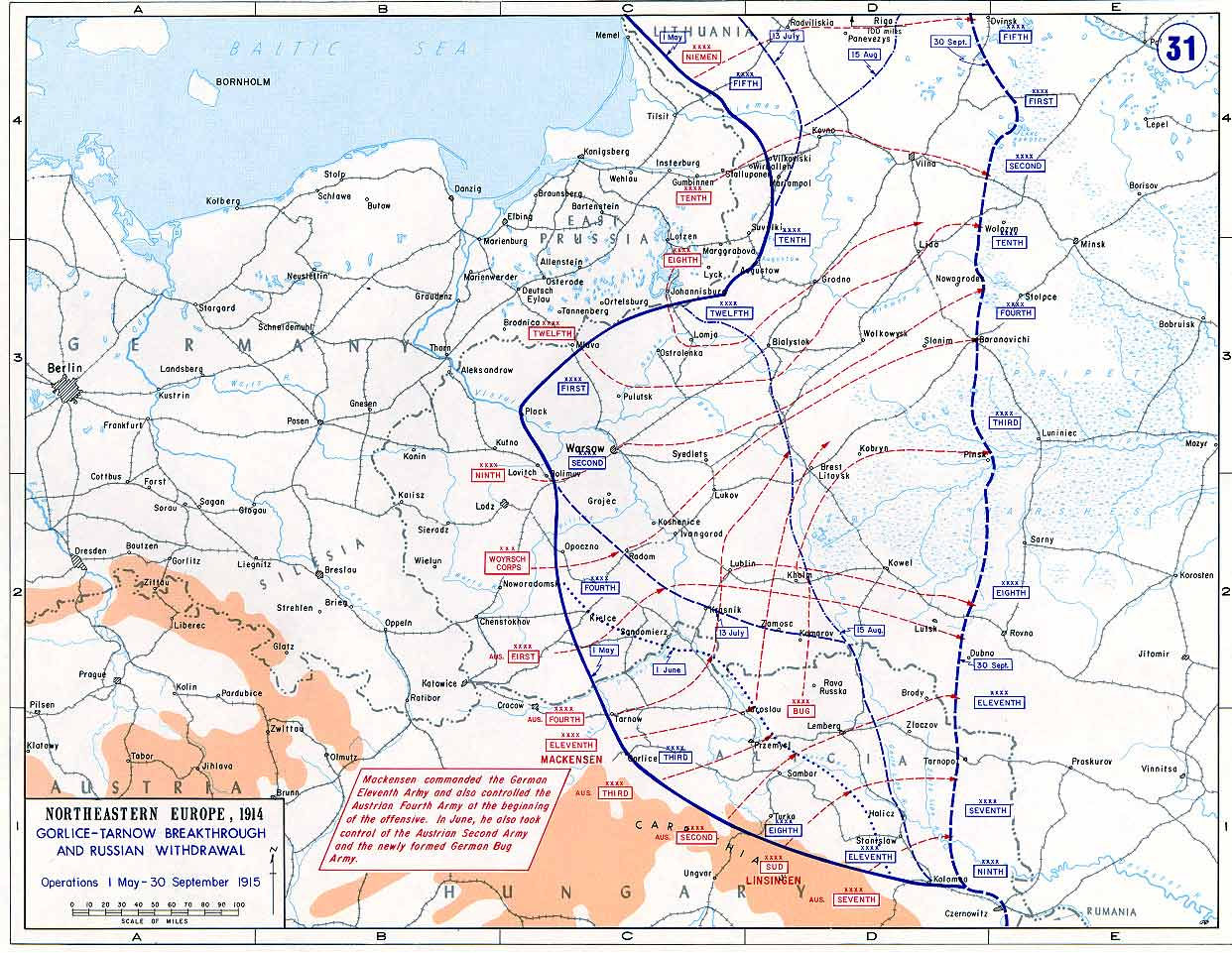
Die Ostfront im Sommer 1915

Unter dem Eindruck der russischen Brussilow-Offensive wurde am 30. Juli 1916 wieder ein Oberbefehlshaber Ost geschaffen, der die deutschen Truppen an der Ostfront einheitlich leiten sollte. Am 19. September 1916 unterstanden diesem von Norden nach Süden die Heeresgruppe Eichhorn (8. Armee, Armeeabteilung Scholtz, 10. Armee), Heeresgruppe Woyrsch (12. Armee, Armeeabteilung Woyrsch, Armeeabteilung Gronau), Heeresgruppe Linsingen (Bugarmee, k.u.k. 4. Armee) sowie die k.u.k. 2. Armee mit der Armeegruppe Eben. Weiterhin stand unter österreichischem Kommando die Südarmee, 9. Armee sowie die Heeresgruppe Mackensen. Die deutschen Kräfte im Süden konzentrierten sich auf die Invasion Rumäniens. Am 4. Oktober 1916 traten die Südarmee sowie zahlreiche österreichische Verbände unter den Befehl des Oberbefehlshabers Ost, und am 10. Oktober 1916 wurde die 12. Armee aufgelöst. An die Stelle der letzteren trat die Armeeabteilung Scheffer.
Diese Truppeneinteilung hatte lange Zeit Bestand, bis am 15. Dezember 1917 die Heeresgruppe Woyrsch aufgelöst wurde. Als sich nun Verhandlungen mit der bolschewistischen Regierung in Russland anbahnten, wurden weitere Kommandostellen abgebaut. So am 3. Februar 1918 die Südarmee und am 28. März 1918 die Heeresgruppe Eichhorn. Der Oberbefehlshaber der letzteren übernahm jedoch die bisherige Heeresgruppe Linsingen. Am 16. April 1918 standen an deutschen Kommandobehörden unter dem Oberbefehlshaber Ost nur noch die 8. und 10. Armee, die Heeresgruppe Eichhorn-Kiew (ab 1. Mai „Eichhorn“ und ab 13. August „Kiew“), Heeresgruppe Mackensen (9. Armee, 3. bulgarische Armee). Am 18. Juni 1918 wurde schließlich auch das Armeeoberkommando 9 an die Westfront verlegt.

### Andere Fronten
Am 24. Mai 1915 erklärte Italien an Österreich-Ungarn den Krieg. Bereits ab dem 28. Mai 1915 kamen deutsche Truppen (→ Alpenkorps) für einige Monate an der Front gegen Italien zum Einsatz. Offiziell befand sich Deutschland ab Ende August 1916 im Kriegszustand mit Italien. Doch erst für die geplante Großoffensive des Herbstes 1917 wurde Mitte September die deutsche 14. Armee versammelt und zwischen den k.u.k. Heeresgruppen Tirol und Boroevic in die Front eingeschoben. Die deutsche Armee nahm an der folgenden Schlacht von Karfreit (24. bis 27. Oktober 1917) teil und wurde anschließend wieder abgezogen. Das Armeeoberkommando 14 verließ den Frontabschnitt am 22. Januar 1918 und fand an der Westfront als Armeeoberkommando 17 Verwendung.
Als die Mittelmächte im Herbst 1915 den Feldzug gegen Serbien und Montenegro vorbereiteten, wurde unter Verwendung des bisherigen Armeeoberkommandos 12 eine neue 11. Armee gebildet. Diese wurde Kern der neuen Heeresgruppe Mackensen, zu der auch die k.u.k. 3. Armee und die k.u.k. Armeegruppe Fülöpp gehörten. Als die Offensive erfolgreich verlief und auch Bulgarien in den Krieg eintrat, wurden der Heeresgruppe am 14. Oktober 1915 auch die bulgarische 1. und 2. Armee unterstellt. Die 11. Armee und ein deutsches Heeresgruppenkommando (unter wechselnden Bezeichnungen) blieben bis Kriegsende auf dem Balkan.
An den Fronten des Osmanischen Reichs kämpfte eine begrenzte Zahl deutscher Truppen, doch diese verfügten lediglich über Korpsstäbe. Später traf auch das Heeresgruppenkommando F dort ein. Ein Armeeoberkommando kam dort allerdings nicht zum Einsatz.